# Edeka
Edeka-Gruppe est une entreprise de grande distribution allemande. En 2009, le groupe a réalisé 42 milliards d'euros de chiffre d’affaires au travers de 12 000 points de vente.

## Histoire
Edeka-Gruppe a été créé en 1898. En 1911, l'E.d.K. (d'une coopérative d'achat d'épiciers allemands) a formé la marque d'entreprise Edeka valable jusqu'à aujourd'hui. L'Edeka développait au cours des années les propres produits Edeka-Siegel. En 1914, l'Edeka banque a été fondé. En 1923, la facturation centrale commence.
Après la deuxième guerre mondiale, la reconstruction d'une nouvelle centrale est conduite à Hambourg. En 1954, l'âge du libre-service commence. En 1955, des Fruchtkontore à Bochum, Hambourg, Francfort-sur-le-Main et Munich sont formés. Depuis 1957, le Non-Food-Sortiment devient important. En 1972, l'Edeka-Gruppe se donne une nouvelle structure avec la fondation de douze sociétés régionales. La centrale et la banque changent leur forme juridique et deviennent une société anonyme.
En 2005, Edeka rejoint Les Mousquetaires (Intermarché), second groupe de distribution en France, et Eroski, une des premières entreprises espagnoles de distribution alimentaire, au sein de l’alliance Alidis (Alliance Internationale des distributeurs) scellée en 2002.  C'est la première alliance de distributeurs indépendants en Europe. Chacun détient un tiers dans Alidis. Les trois groupes indépendants représentent un volume de chiffre d’affaires cumulé de 75 milliards d’euros.
Parallèlement à cet élargissement, Edeka se renforce sur son cœur de métier et devient un acteur important du marché allemand du discount. L’acquisition de Spar Handels AG conforte la position d’Edeka en Allemagne. Jusqu’ici détenus par Les Mousquetaires en Allemagne, les magasins Netto et Spar constituent une occasion pour Edeka de se renforcer sur son marché intérieur et d’accéder à un segment en croissance constante qui est celui du discount. Edeka acquiert le groupe de discount Netto Schels, détenu jusqu’alors à 100 % par Les Mousquetaires. Netto Schels comprend 1 050 points de vente pour un chiffre d’affaires de près de 3 milliards d’euros. Edeka prend aussi 25 % de Netto Stavenhagen (soit un chiffre d’affaires de près de 900 millions) détenus également par Les Mousquetaires. L’activité grossiste de Spar affichait un chiffre d’affaires de 2,3 milliards d’euros en 2004.
En 2009, la reprise de 2300 discounters Plus à son concurrent Tengelmann conforte encore le groupe à la première place du commerce de détail en Allemagne et le place désormais également en tête du segment discount aux côtés d'Aldi.
En octobre 2014, Edeka acquiert les magasins de distributions d'alimentation Kaiser, qui possède 450 magasins pour 16 000 employés, à Tengelmann. En mars 2016, après que les autorités de la concurrence se sont opposés à cette acquisition, le gouvernement allemand l'autorise tout de même sous la menace de perte d'emploi important de la part de Kaiser,. Au milieu du mois de juillet, le tribunal administratif de Düsseldorf abroge la décision exceptionnelle du ministre de l'économie allemand Sigmar Gabriel. En novembre 2016, Edeka annonce un nouvel accord pour l'acquisition de Kaiser, qui permet de rétrocéder les magasins de ce dernier situés à Berlin à Rewe.

## Présentation
Edeka opère sous plusieurs enseignes dont :
- Edeka Gebauer's (Supermarchés ou hypermarchés)
- Edeka Center (Centre commercial avec hypermarché)
- Edeka Staufers (Supermarchés)
- Edeka Nah und Gut (Enseignes de Proximité)
- Edeka Frischemarkt (Enseigne de Proximité)
- Edeka Activ-Markt (Supermarchés)
- Edeka am Flughafen (Supérette à l'aéroport)
- CAP (Supérette)
- Netto Marken-Discount (Supérette discount)
- Marktkauf (Hypermarchés)

Les coopératives, dans lesquelles des détaillants indépendants se sont unis, sont la base d’Edeka-Gruppe. Des sociétés régionales sont responsables de maisons de commerce en gros et fournissent les commerçants indépendants. Le groupe consiste aujourd'hui en plusieurs coopératives de magasins indépendants qui travaillent sous l'organisation Edeka Zentrale AG & Co KG, le siège social à Hambourg. Il emploie environ 250 000 collaborateurs.